# Клуб політичної економії
Клуб політичної економії був заснований Джеймсом Міллом та колом друзів у 1821 році у Лондоні з метою досягнення угоди щодо основних принципів політичної економії. Девід Рікардо, Джеймс Мілл, Томас Мальтус (єдиний на той час займав академічну посаду) та Роберт Торренс були серед світил Клубу.
На початку XIX століття для економістів не існувало ні академічних товариств, ні професійних асоціацій. Клуб політичної економії був способом створення наукової спільноти, тестування ідей та надання експертної оцінки їх роботі.

## Історія
Клуб було засновано у 1821 р. для підтримки вільної торгівлі (фрітрейдерства). 18 квітня 1821 р. Свінтон Холанд (Swinton Holand) провів першу зустріч клубу у своєму домі. Друга велика зустріч була проведена у "Таверні вільних каменярів" (Freemasons' Tavern) у Лондоні 30 квітня.
Нині членами товариства є Девід Віллеттс (David Willetts), Пітер Джей (Peter Jay), Чарльз Дюма (Charles Dumas), Адам Рідлі (Adam Ridley), Діана Чойлева (Diana Choyleva), Тім Конгдон (Tim Congdon) та Габріель Штейн (Gabriel Stein). Зараз Клуб щомісяця збирається в клубі Брукс (Brooks's) у Лондоні на Сент-Джеймс Стріт, щоб заслухати документи, представлені членами клубу, та післяобідньої дискусії.   

## Обговорення
Невдовзі учасники виявили суттєві труднощі у формулюванні та досягненні згоди щодо своїх фундаментальних положень. Рікардо відчув, що жоден з їх поглядів не захищений від критики. Розмірковуючи над своїми теоретичними дискусіями у 1823 році, Рікардо приватно висловив свою відому думку про "відсутність будь-якої міри абсолютної цінності".

## Учасники
Девід Рікардо, Томас Мальтус, Джеймс Мілл, полковник Томас Муді, Кт., Роберт Торренс, Томас Тук, Джон Стюарт Мілл, Джон Рамзі Мак-Каллох, старший Нассау, Джон Елліот Кернс, Генрі Фосетт, Вільям Ньюмарч, Семюел Джонс-Лойд, 1-й барон Оверстоун, Джейн Марсе,  Джордж Уорд Норман, Вільям Блейк та Жан-Батіст Сей. 
Пізніше: Вільям Стенлі Джевонс, Кліфф Томас Леслі, Волтер Коулсон, Роберт Мушет, Генрі Парнелл, Джеймс Пеннінгтон, Джон Горслі Палмер, Томас Перроне Томпсон. Інші були залучені з-за лав економістів, серед яких Г. Г. Ларпент, Джордж Джон Шо-Лефевр, Джон Абель Сміт, Генрі Ворбертон, лорд Алторп, Вільям Вітмор, ВБ Барінг, Полетт Томсон, сер Роберт Вілмот-Гортон, лорд Монтегл, Чарльз Хей Кемерон, Джеймс Дікон Хью, Джордж Гроте, Джеймс Моррісон, Едвін Чадвік, сер Роберт Гіффен, Чарльз Буллер та сер Вільям Клей. 
До значних виборів після 1840 року належать Роберт Лоу, сер ГК Льюїс, Роуленд Хілл, Стаффорд Норткот, Джордж Дж. Гошен, Вільям Еварт Гладстон та МЕ Форстер.

### Оригінальні члени 1821 року
Як видно з книги сесій, вони були членами у ранні часи: 
Джордж Басеві, Дж. Браун, І. Казенов, Джон Вельсфорд Ковелл, Вільям Кіт Дуглас, Генрі Ентвістл, Джордж Гроте, Свінтон Ч. Голланд, Г.Г. де Г. Ларпент Барт, Дж.Г.С. Лефевр, Джордж Лайалл, полковник В.Л. Маберлі, Закарі Маколей, І.Л. Мальтус, Томас Мальтус, Джеймс Мілл, Ф. Мітчелл, Роберт Мушет, Джордж Вейд Норман, сер Генрі Парнелл, Александер Превост, Чарльз Прінсеп, Девід Рікардо, Едвард Сімсон, Р. Сімпсон, Джон Абель Сміт, Томас Тук, полковник Роберт Торренс і Генрі Варбуртон. 

## Архіви
- Документи клубу політичної економії в відділі архівів [Архівовано 18 червня 2007 у Wayback Machine.] Лондонської школи економіки .

## Публікації
- JR McCulloch, Ранні англійські урочища з торгівлі. Лондон: Клуб політичної економії (1856); Cambridge University Press, 1954.
- Клуб політичної економії, переглянута доповідь про роботу на обіді 31 травня 1876 р., Що відбувся під час святкування сторічного видання «Багатства націй» (Лондон: Лонгманс, Зелений, Читач і Дайер (1876)).
- Клуб політичної економії : заснована в Лондоні, 1821 : протокол протоколу, 1899-1920 рр., список членів та обговорювані питання, 1821-1920 рр. з документами, що стосуються історії клубу. Макміллан і Ко (1921)